# Distrito de Tilali
El distrito peruano de Tilali es uno de los 4 distritos que conforman la provincia de Moho, ubicada en el departamento de Puno en el sudeste del Perú.
Desde el punto de vista jerárquico de la Iglesia católica forma parte de la Prelatura de Juli en la Arquidiócesis de Arequipa.       PERSONAJES : Yolanda Ivon

## Geografía

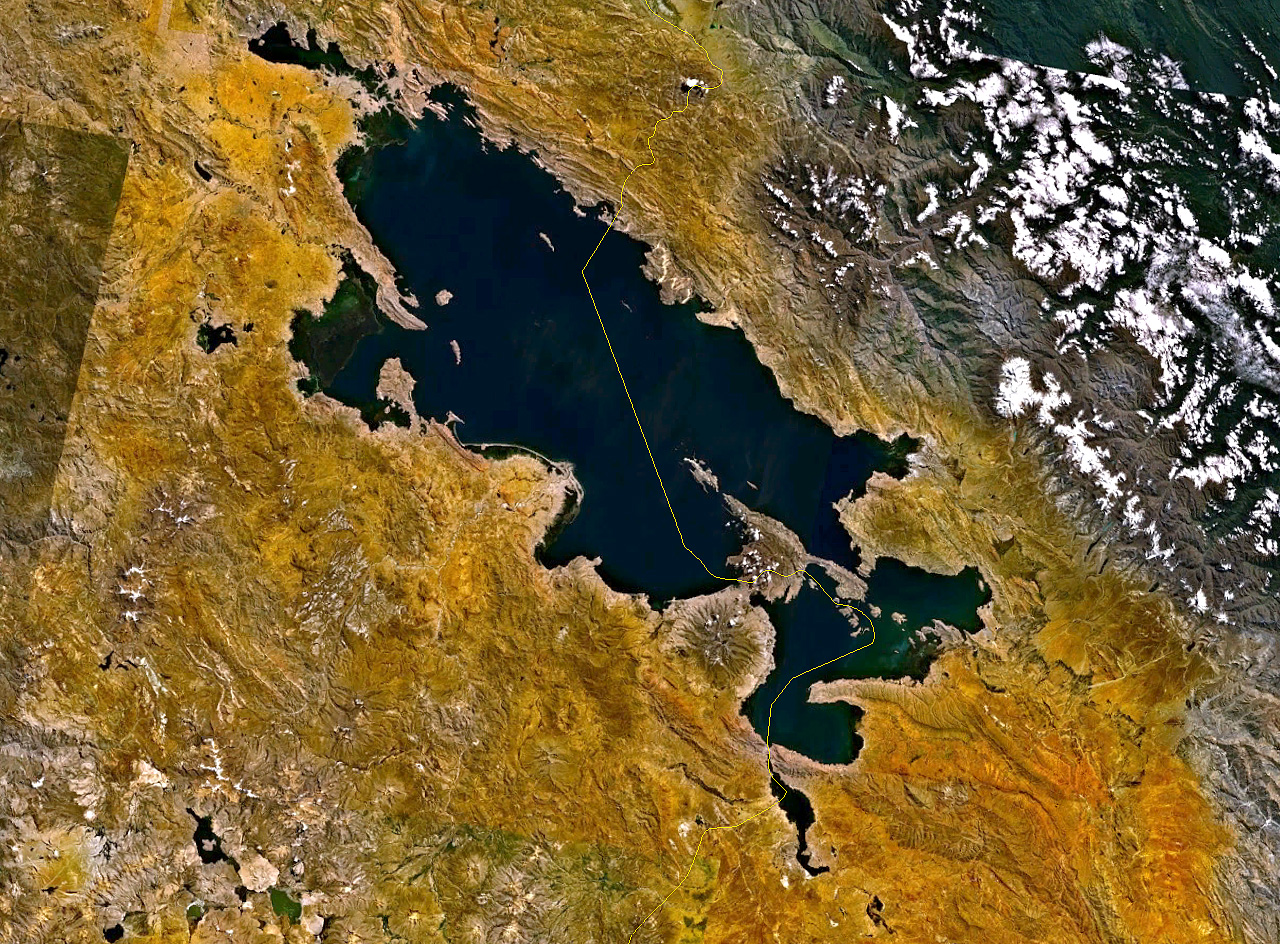
Mapa de la zona limítrofe del Lago Titicaca.

Situado en el extremo sudeste de la Moho ribereño del Lago Titicaca y fronterizo con Bolivia. Linda al norte con el Moho; al sur con el lago; al este con el Conima y al oeste con Bolivia en la Bahía de Cocahui.

## Demografía
La población estimada en el año 2000 es de 5 129 habitantes.

## Autoridades

### Municipales
- 2023-2026
  - Alcalde:Mauro Yujra Limachi.
  - Regidores: